# Podmornica klase Seawolf
Nuklearne napadajne podmornice klase Seawolf bile su namijenjene kao nasljednice za uspješnu klasu nuklearnih napadajnih podmornica klase Los Angeles, a prva podmornica je bila naručena 1989. pred kraj hladnog rata. U jednom trenutku se razmatrala nabava 29 plovila/ronila ove klase predviđenih za izgradnju u razdoblju od 10 godina, što je kasnije bilo reducirano na 12 primjeraka. Završetak hladnog rata i novčana ograničenja dovela su do otkazivanja izgradnje planiranog broja jedinica i njihovu zamjenu manjom, ali još skupljom podmornicom.
Od svojih prethodnica se razlikuju mnogo boljim akustičnim svojstvima niske zamjetljivosti, moćnijim naoružanjem (dvostruko više torpednih cijevi), većim protežnostima, većom brzinom podvodnog kretanja (35+ čvorova), ali i znatno većom cijenom.
Svako ronilo pogoni jedan nuklearni reaktor S6W ukupne snage 200MW, od čega je 39MW iskoristivo za pogon tihim vodomlaznim propulzorom.

## Izgrađena plovila
|                           | Polagane kobilice   | Porinuće          | Ulazak u službu    | Grb |
| ------------------------- | ------------------- | ----------------- | ------------------ | --- |
| USS Seawolf (SSN-21)      | 25. listopada 1989. | 24. lipnja 1995.  | 19. srpanj 1997.   |     |
| USS Connecticut (SSN-22)  | 14. rujna 1992.     | 1. rujna 1997.    | 11. prosinca 1998. |     |
| USS Jimmy Carter (SSN-23) | 5. prosinca 1998.   | 13. svibnja 2004. | 19. veljače 2005.  |     |